# Hamazasp Harutiunian
Hamazasp Harutiunian (ros. Амазасп Авакимович Арутюнян, Amazasp Awakimowicz Arutiunian; ur. 14 października 1902 w Baku, zm. 2 kwietnia lub 4 kwietnia 1971) – radziecki dyplomata. 

## Wykształcenie
Absolwent Uniwersytetu Moskiewskiego (1928). W 1930 roku ukończył studia na Uniwersytecie Minnesota w USA. Od 1943 roku był wykładowcą Uniwersytetu Moskiewskiego i pracownikiem Ludowego Komisariatu/Ministerstwa Spraw Zagranicznych ZSRR, 1944-1948 zastępca kierownika, a 1948-1954 kierownik Wydziału Ekonomicznego tego resortu. 1948-1953 członek Kolegium MSZ ZSRR, 1955-1958 kierownik Wydziału I Europejskiego MSZ ZSRR, od 26 października 1958 do 20 lutego 1963 ambasador nadzwyczajny i pełnomocny ZSRR w Kanadzie.

## Nagrody i odznaczenia
- Order Lenina
- Order Czerwonego Sztandaru Pracy